# Ahmed Hafiane
Ahmed Hafiane, né le 1er octobre 1966 à Ksour Essef, est un acteur tunisien.

## Biographie
Étudiant de l'Institut supérieur d'art dramatique de Tunis, il est actif au théâtre (Caligula) avec Hichem Rostom, puis dans le cinéma tunisien.
Dès 2007, avec La giusta distanza de Carlo Mazzacurati, il joue dans des films italiens.
En 2015, Ahmed Hafiane remporte le prix Roberto-Rossellini pour son rôle dans la troisième saison du feuilleton italien Una grande famiglia (it), produit par Rai Uno.
Le 10 novembre 2018, il reçoit le prix d'interprétation masculin des Journées cinématographiques de Carthage pour son rôle dans Fatwa de Mahmoud Ben Mahmoud.

## Filmographie

### Cinéma

#### Longs métrages
- 1997 : Keswa, le fil perdu de Kalthoum Bornaz
- 2000 : La Saison des hommes de Moufida Tlatli
- 2001 : Le Désert et la forêt de Gavin Hood (adaptation du Gouffre noir par Henryk Sienkiewicz) : Idrys[4]
- 2002 :
  - Poupées d'argile de Nouri Bouzid
  - Le Chant de la noria d'Abdellatif Ben Ammar
  - Fatma de Khaled Ghorbal
- 2003 : Bedwin Hacker de Nadia El Fani
- 2004 :
  - La Librairie de Nawfel Saheb-Ettaba
  - Noce d'été de Mokhtar Ladjimi
- 2006 : Bin El Widyene de Khaled Barsaoui : Ahmed Hafiane
- 2007 : La giusta distanza de Carlo Mazzacurati
- 2009 :
  - La straniera de Marco Turco (it)
  - La cosa giusta (it) de Marco Campogiani
- 2010 :
  - La nostra vita de Daniele Luchetti
  - Chronique d'une agonie d'Aïda Ben Aleya
  - Scontro di civiltà per un ascensore a Piazza Vittorio de Isotta Toso
- 2011 : Or noir de Jean-Jacques Annaud
- 2012 : Le Professeur de Mahmoud Ben Mahmoud
- 2013 : Affreux, cupides et stupides de Ibrahim Letaïef : Chef Hédi
- 2014 : Tutto molto bello (it) de Paolo Ruffini (it)
- 2015 : Suburra de Stefano Sollima
- 2016 : Fleur d'Alep de Ridha Béhi
- 2017 : El Jaida de Salma Baccar
- 2018 : Fatwa de Mahmoud Ben Mahmoud

#### Courts métrages
- 2006 :
  - Train Train de Taoufik Béhi
  - Le Rendez-vous de Sarra Abidi
- 2013 : Wooden Hand de Kaouther Ben Hania
- 2014 : Un giro di valzer de Stefano Garrone
- 2015 : Il bambino de Silvia Perra
- 2016 : Mariam de Faiza Ambah
- 2018 : Les Pastèques du Cheikh de Kaouther Ben Hania

### Télévision
- 1995 : Al Hasad d'Abdelkader Jerbi
- 2006 : The Gospel of Judas (documentaire)
- 2007 : Layali el bidh de Habib Mselmani : Chafik
- 2009 : Aqfas Bila Touyour (ar) d'Ezzeddine Harbaoui
- 2011 : L'ombra del destino (it)
- 2013 : Paura di amare (it)
- 2014-2015 : Naouret El Hawa de Madih Belaïd
- 2015 :
  - Una grande famiglia (it)
  - Squadra criminale de Giuseppe Gagliardi (it)
- 2016 : Bolice 2.0 de Majdi Smiri
- 2016-2017 : Flashback de Mourad Ben Cheikh
- 2018 : 4 Blocks
- 2019 : El Maestro de Lassaad Oueslati
- 2022 : Harga (ar) de Lassaad Oueslati : Lamine